# Rebecca McFarland
Rebecca McFarland (* 5. April 1966 in New Orleans, Louisiana) ist eine US-amerikanische Schauspielerin.

## Leben
McFarland besuchte die Tulane University und schloss ihr Studium mit einem B.A. in Schauspielkunst ab. Bekannt wurde sie durch ihre Rolle Val Gibson in der Fernsehserie Die lieben Kollegen (1998–1999). Sie hatte etliche weitere Fernsehauftritte in Serien, wie etwa in Big Easy – Straßen zur Sünde (1996), Diagnose: Mord (1996), Seinfeld (1996), Star Trek: Raumschiff Voyager (1997), New York Cops – NYPD Blue (2001–2002), CSI: Den Tätern auf der Spur (2003), Charmed – Zauberhafte Hexen (2003), Navy CIS (2005), Ghost Whisperer – Stimmen aus dem Jenseits (2010), The Mentalist (2012), als Barkeeperin Leanne in Two and a Half Men (2003–2012), True Blood (2013) und Perception (2013). Von 2014 bis 2016 spielte sie in der MTV-Serie Faking It eine Nebenrolle als Amys Mutter Farrah.
Filme, in denen sie spielte, sind unter anderem Art House (1998), Elvis Took a Bullet (2001) und LA Blues (2007). Im Jahr 2001 begann sie mit der Malerei und wandte sich der Abbildung der weiblichen Figur zu. 2016 verließ McFarland die Schauspielerei, um als Mixed-Media-Porträtistin zu arbeiten.

## Filmografie
- 1996: Big Easy – Straßen der Sünde (The Big Easy, Fernsehserie, eine Folge)
- 1996: Diagnose: Mord (Diagnosis: Murder, Fernsehserie, eine Folge)
- 1996: Seinfeld (Fernsehserie, eine Folge)
- 1997: Pacific Blue – Die Strandpolizei (Pacific Blue, Fernsehserie, eine Folge)
- 1997: Lost on Earth (Fernsehserie, eine Folge)
- 1997: Palm Beach-Duo (Silk Stalkings, Fernsehserie, eine Folge)
- 1997: Party of Five (Fernsehserie, eine Folge)
- 1997: Die Schnüffler von Beverly Hills (Total Security, Fernsehserie, eine Folge)
- 1997: Jenny (Fernsehserie, eine Folge)
- 1997: Star Trek: Raumschiff Voyager (Star Trek: Voyager, Fernsehserie, eine Folge)
- 1997: Scream 2
- 1997: Eating Las Vegas (Kurzfilm)
- 1998: Grace (Grace Under Fire, Fernsehserie, eine Folge)
- 1998: Fast wie zuhause (Union Square, Fernsehserie, eine Folge)
- 1998: Maximum Bob (Fernsehserie, eine Folge)
- 1998: Disney Sing Along Songs: Happy Haunting (Kurzfilm)
- 1998: The Army Show (Fernsehserie)
- 1998: Art House
- 1998–1999: Die Lieben Kollegen (Working, Fernsehserie, 17 Folgen)
- 1999: Norm (The Norm Show, Fernsehserie, eine Folge)
- 2001: Philly (Fernsehserie, eine Folge)
- 2001: Elvis Took a Bullet
- 2001–2002: New York Cops – NYPD Blue (NYPD Blue, Fernsehserie, 2 Folgen)
- 2002: Noch mal mit Gefühl (Once and Again, Fernsehserie, eine Folge)
- 2003: CSI: Vegas (CSI: Crime Scene Investigation, Fernsehserie, eine Folge)
- 2003: Tremors – The Series (Tremors, Fernsehserie, eine Folge)
- 2003: Fargo (Fernsehfilm)
- 2003: Charmed – Zauberhafte Hexen (Charmed, Fernsehserie, eine Folge)
- 2003–2012: Two and a Half Men (Fernsehserie, 8 Folgen)
- 2004: A Place Called Home (Fernsehfilm)
- 2004: Century City (Fernsehserie, eine Folge)
- 2005: Navy CIS (Navy NCIS, Fernsehserie, eine Folge)
- 2005: Play Dates (Fernsehfilm)
- 2006: Friday Night Lights (Fernsehserie, eine Folge)
- 2006: Hollis & Rae (Fernsehfilm)
- 2007: Eyes (Fernsehserie, eine Folge)
- 2007: The Dresden Files (Miniserie, 2 Folgen)
- 2007: LA Blues
- 2008: Saving Grace (Fernsehserie, eine Folge)
- 2008: Man of Your Dreams (Fernsehfilm)
- 2008: Happy Campers (Fernsehfilm)
- 2009: The Eastmans (Fernsehfilm)
- 2010: Ghost Whisperer – Stimmen aus dem Jenseits (Ghost Whisperer, Fernsehserie, eine Folge)
- 2010: Human Target (Fernsehserie, eine Folge)
- 2011: Franklin & Bash (Fernsehserie, eine Folge)
- 2012: Cupid, Inc. (Cupid, Fernsehfilm)
- 2012: The Mentalist (Fernsehserie, eine Folge)
- 2012: Happily Divorced (Fernsehserie, eine Folge)
- 2012: The Manzanis (Fernsehfilm)
- 2013: Cult (Fernsehserie, eine Folge)
- 2013: True Blood (Fernsehserie, eine Folge)
- 2013: Perception (Fernsehserie, eine Folge)
- 2013: Bones – Die Knochenjägerin (Bones, Fernsehserie, eine Folge)
- 2013: Trooper (Fernsehfilm)
- 2013: Navy CIS: L.A. (NCIS: Los Angeles, Fernsehserie, eine Folge)
- 2014: Chelsey and Kelsey (Fernsehserie)
- 2014: Major Crimes (Fernsehserie, eine Folge)
- 2014–2016: Faking It (Fernsehserie, 19 Folgen)
- 2015: Red Band Society (Fernsehserie, 3 Folgen)
- 2016: Grey’s Anatomy (Fernsehserie, 2 Folgen)